# Toyota Hybrid X
Toyota Hybrid X — це гібридний концепт-кар, створений дизайнерською студією Toyota ED² у Франції та вперше показаний на Женевському автосалоні в березні 2007 року.

## Огляд
За словами дизайнера інтер'єру Лорана Бузіга, Hybrid X має бути дуже чуттєвим, а атмосфера пов'язана із зовнішнім виглядом, звуком, дотиком і нюхом пасажирів.  Внутрішні поверхні мають різноманітні світлові ефекти, текстури та навіть аромат від розсіювача парфумів. Пульт керування за допомогою проводів має сенсорний екран, а в центрі приладової панелі є ще один екран для відображення інформації про автомобіль і налаштування незначних елементів керування. Задні сидіння можна повернути на 12 градусів вліво або вправо, щоб допомогти пасажирам дивитися всередину або назовні. 

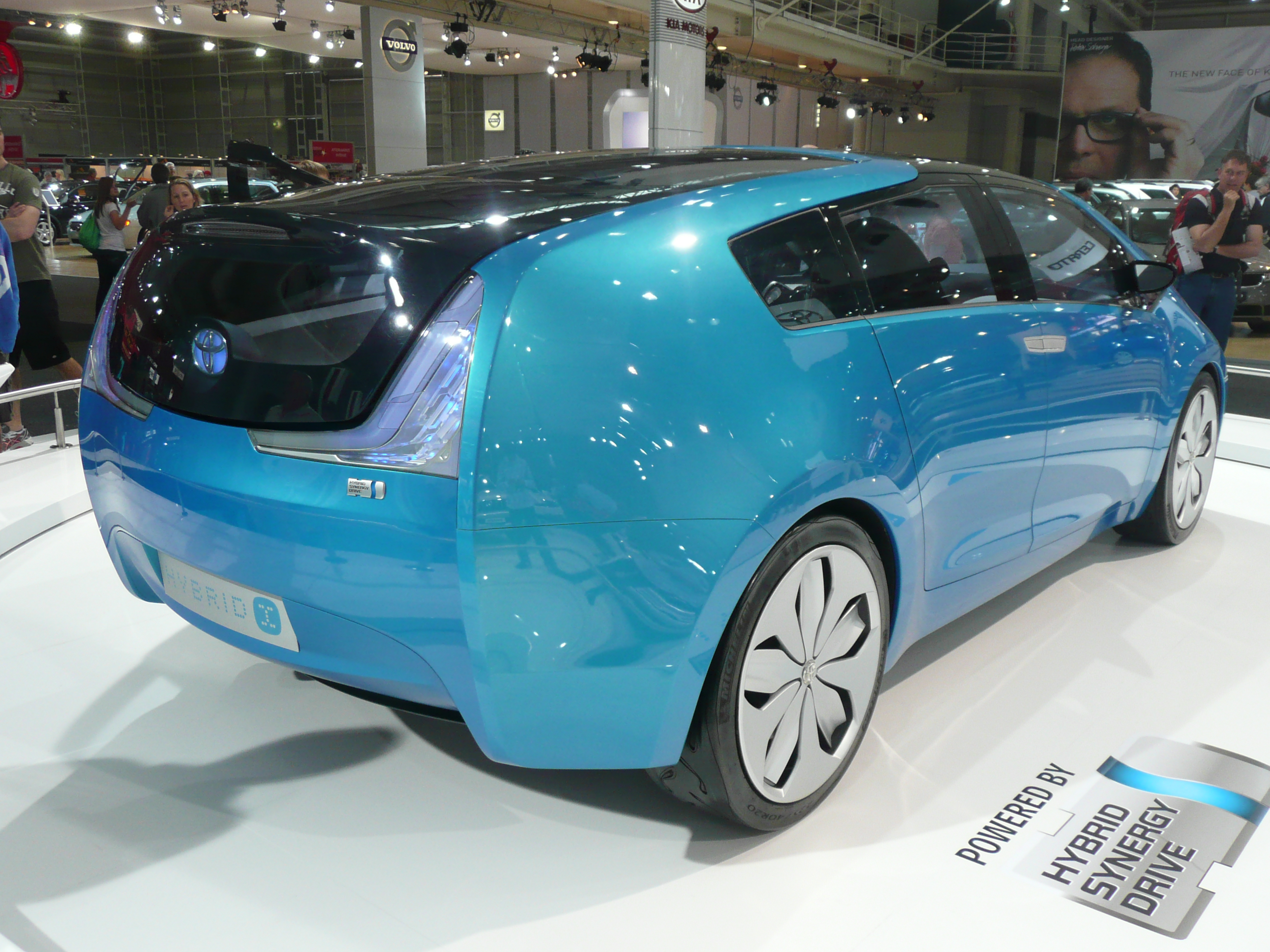
Вид ззаду
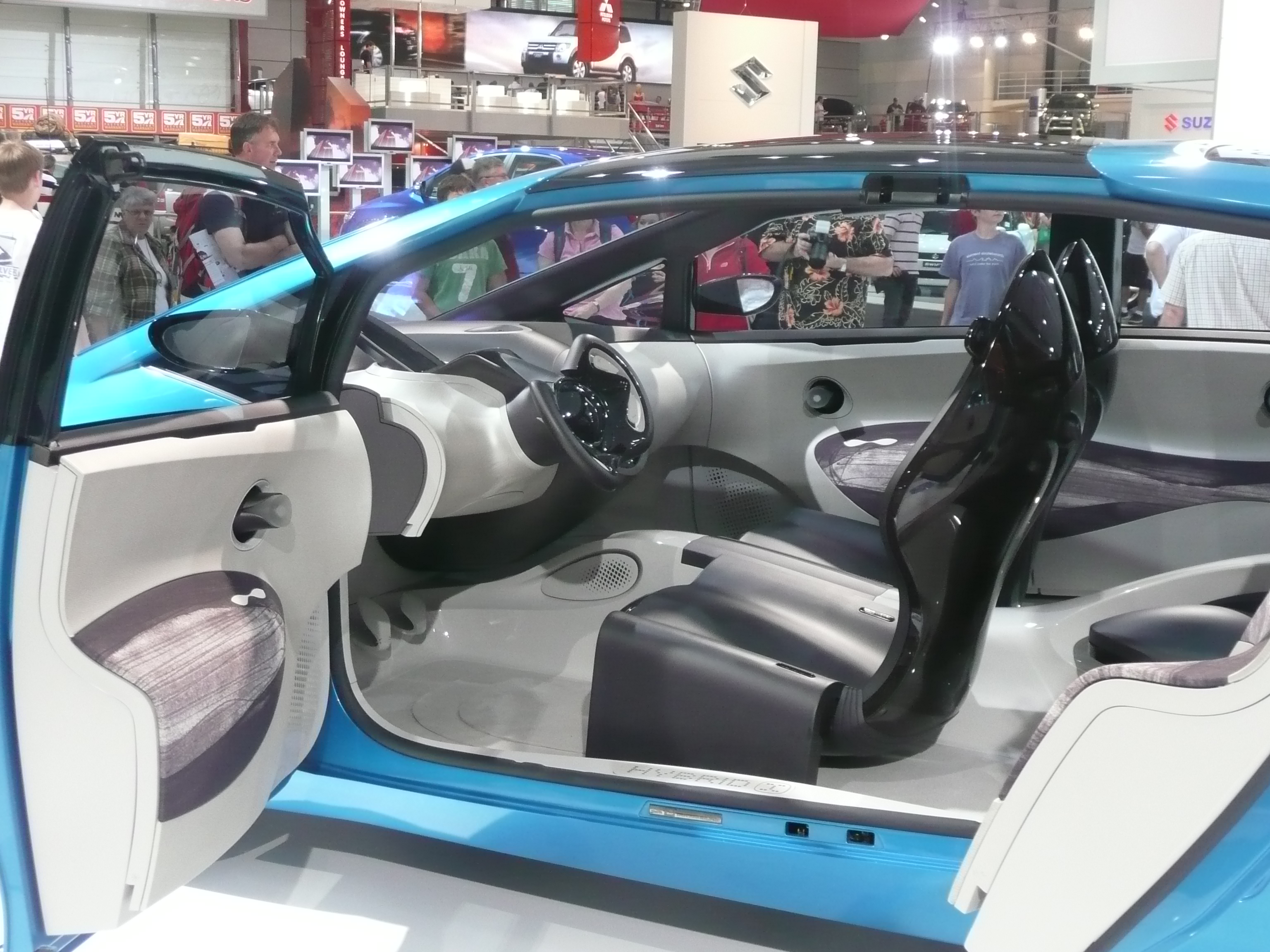
Інтер’єр